# 夢のつづき (村下孝蔵の曲)
「夢のつづき」（ゆめのつづき）は、村下孝蔵の楽曲。1984年9月21日にCBSソニーよりシングルが発売された。

## 解説
村下のデビュー5年目、8枚目のシングルとして発売された。また、同年発売のアルバム『花ざかり』の2曲目として収録された。
前作と同じく、この曲にもプロモーションビデオが存在する。アルバムにも使用されている村上保の切り絵をアニメーションとしたもので、2005年発売の追悼盤『月待哀愁歌〜村下孝蔵最高選曲集 其の弐』のDVDに収録されている。

## 収録曲
- 全曲、作詞・作曲:村下孝蔵

1. 夢のつづき
  - 編曲:水谷竜緒／コーラスアレンジ：町支寛二
2. 似顔絵
  - 編曲:水谷竜緒

## カバーした歌手
夢のつづき
- 林志美（香港の歌手）「愛的洗禮」 - 村下と同じレコード会社の系列に所属。
- 張徳蘭（香港の歌手）「姑娘滿十八」

似顔絵
- 高田みづえ（1984年）